# 발리스

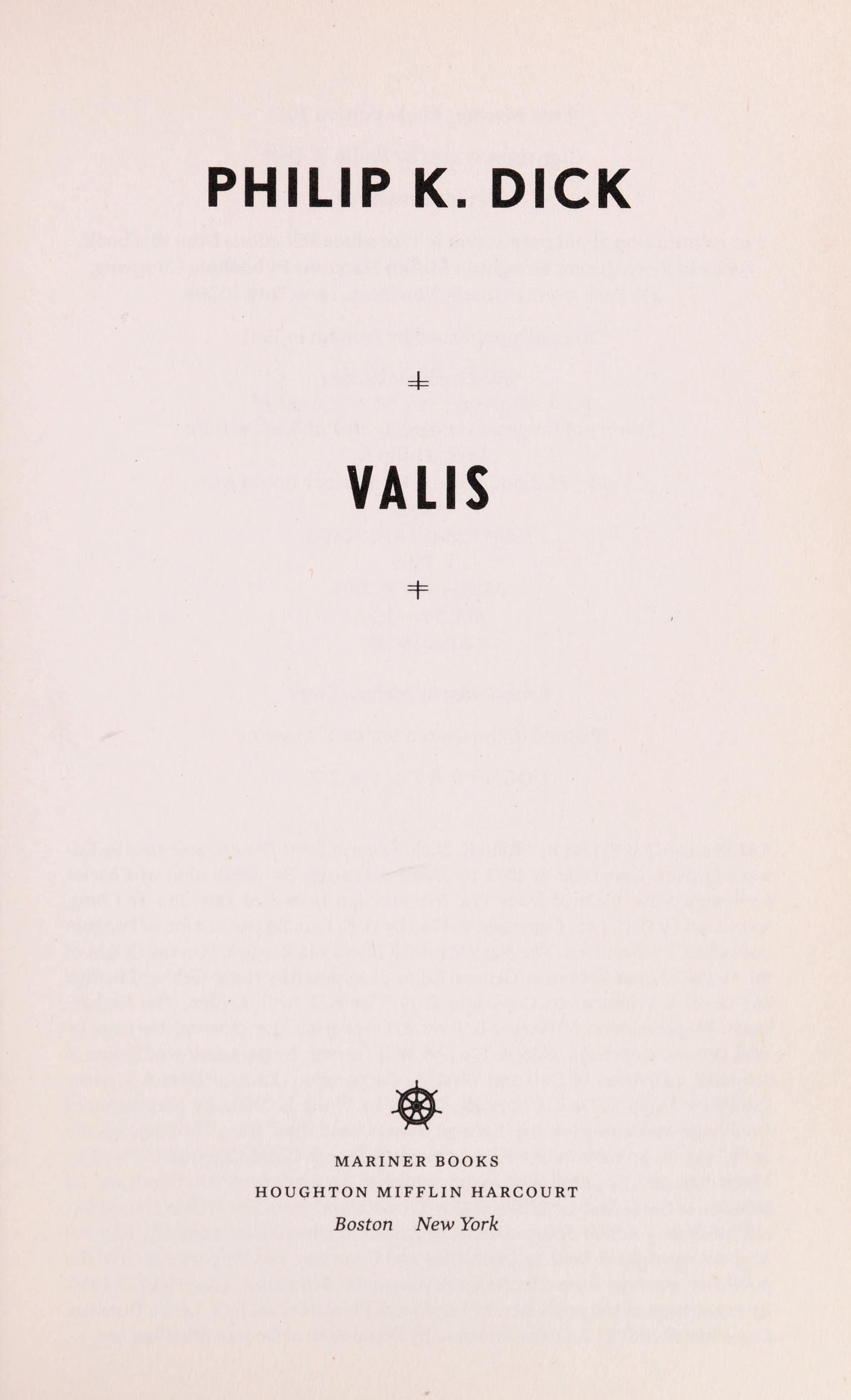

《발리스》(VALIS)는 미국의 SF소설가 필립 K. 딕의 장편소설 작품이다. 대한민국에는 필립 K. 딕 걸작선의 6권으로 출간되었다. 1974년 2월에 분홍색 광선을 맞고 막대한 양의 정보가 몸 안으로 들어오는 경험을 한 호스러버 팻(작가이자 화자인 필립 K. 딕의 분신)의 이야기이다. 현대인의 고독과 고뇌를 그려낸 작품이라는 평을 받는다.

## 줄거리
1974년 2월에 분홍색 광선을 맞고 막대한 양의 정보가 몸 안으로 들어오는 경험을 한 호스러버 팻(작가이자 화자인 필립 K. 딕의 분신)의 이야기이다. 팻은 인간의 상식으로 설명할 수 없는 신비 체험을 설명하기 위해서 '주해서'라는 방대한 저술을 집필하고, 친구의 자살, 자신의 이혼, 자살 시도, 정신병원 감금, 연인의 암 재발과 사망 등 차마 한 인간이 견딜 수 없을 정도의 고난을 연이어 겪으면서 더욱 '주해서'의 집필과, 분홍색 광선을 쏘아 보낸 신적인 존재의 진실에 집착한다. 급기야 그는 비합리적인 세계에 다시 태어나있을 구세주를 찾아 여행을 떠나겠다고 결심한다.

## 같이 보기
- 믿을 수 없는 화자